# Kołkówka
Kołkówka – wieś w Polsce położona w województwie małopolskim, w powiecie tarnowskim, w gminie Rzepiennik Strzyżewski.
W latach 1975–1998 miejscowość administracyjnie należała do województwa tarnowskiego.
1 kwietnia 1890 urodził się w dworze kołkowskim Kordian Józef Zamorski, ostatni przed II wojną światową komendant główny Policji Państwowej, generał dywizji Wojska Polskiego.